# Pousa
Pousa ist eine Gemeinde (Freguesia) im nordportugiesischen Kreis Barcelos.

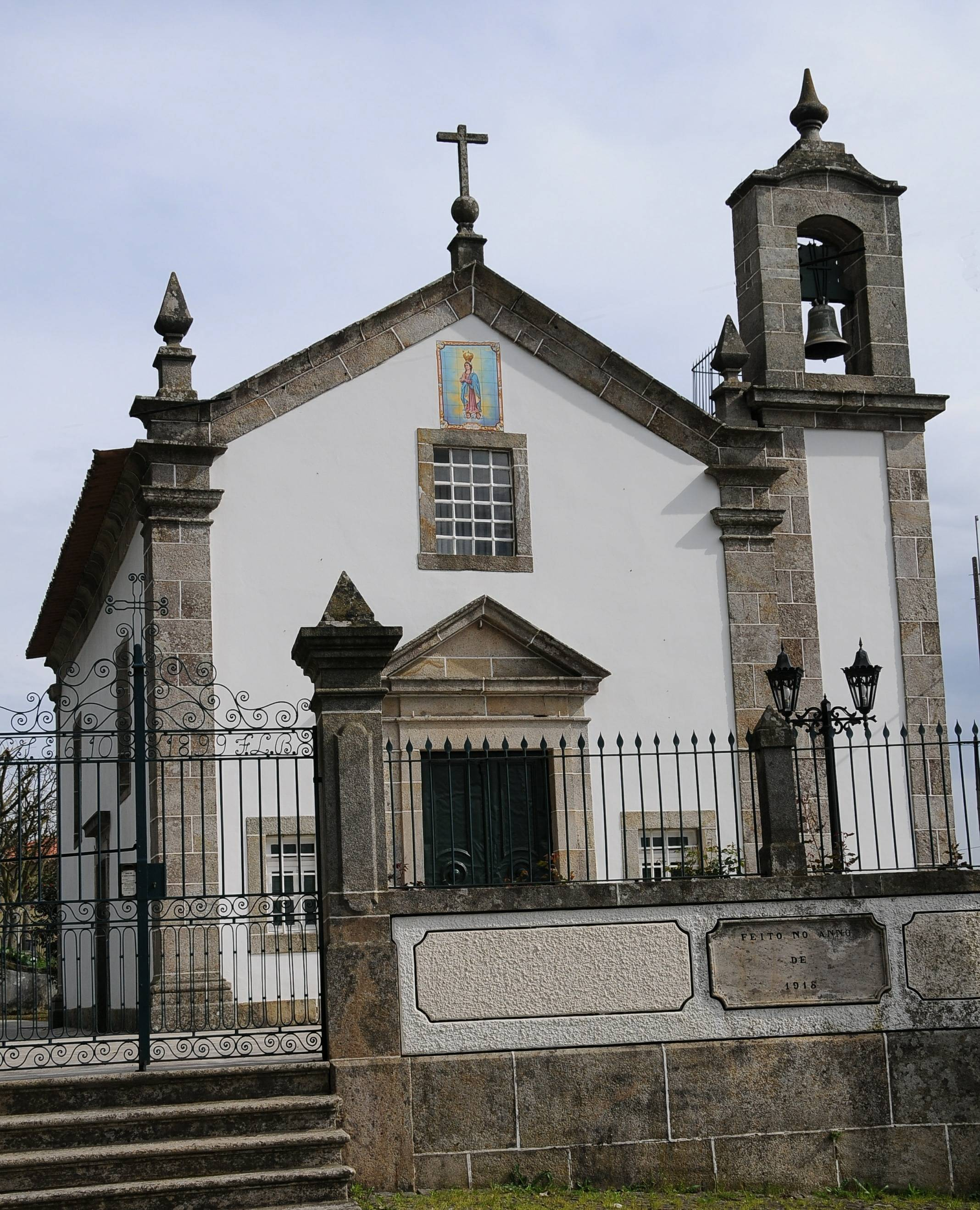
Kapelle Nossa Senhora da Esperanca in Pousa

 In ihr leben 2218 Einwohner (Stand 19. April 2021).